# Tegetthoff
Pour les autres navires du même nom, voir SMS Tegetthoff.
Le Tegetthoff est un navire océanographique à voiles et à moteur auxiliaire, nommé en l'honneur de l'amiral Wilhelm von Tegetthoff. Il fut le navire de l'expédition austro-hongroise au pôle Nord (1872-1874). 

## Description
Trois-mâts goélette équipé d'une machine à vapeur en moteur auxiliaire, sa coque est renforcée pour résister à la pression des glaces. Il a été construit aux chantiers Joh. C. Tecklenborg à Geestemünde (Bremerhaven) en août 1871. 
D'une longueur de 38,39 m (44,81 avec le bout-dehors) sur une largeur de 7,30 m et une profondeur de 3,47 m, son tonnage était de 520 t. 
Sa voilure est composée de quatre vergues (un perroquet et un hunier), trois voiles auriques, deux trinquettes (entre le grand mât et le mât de misaine) et trois voiles d'avant. Trois canots de sauvetage complètent son équipement.

## LeTegetthoffdans l'expédition austro-hongroise

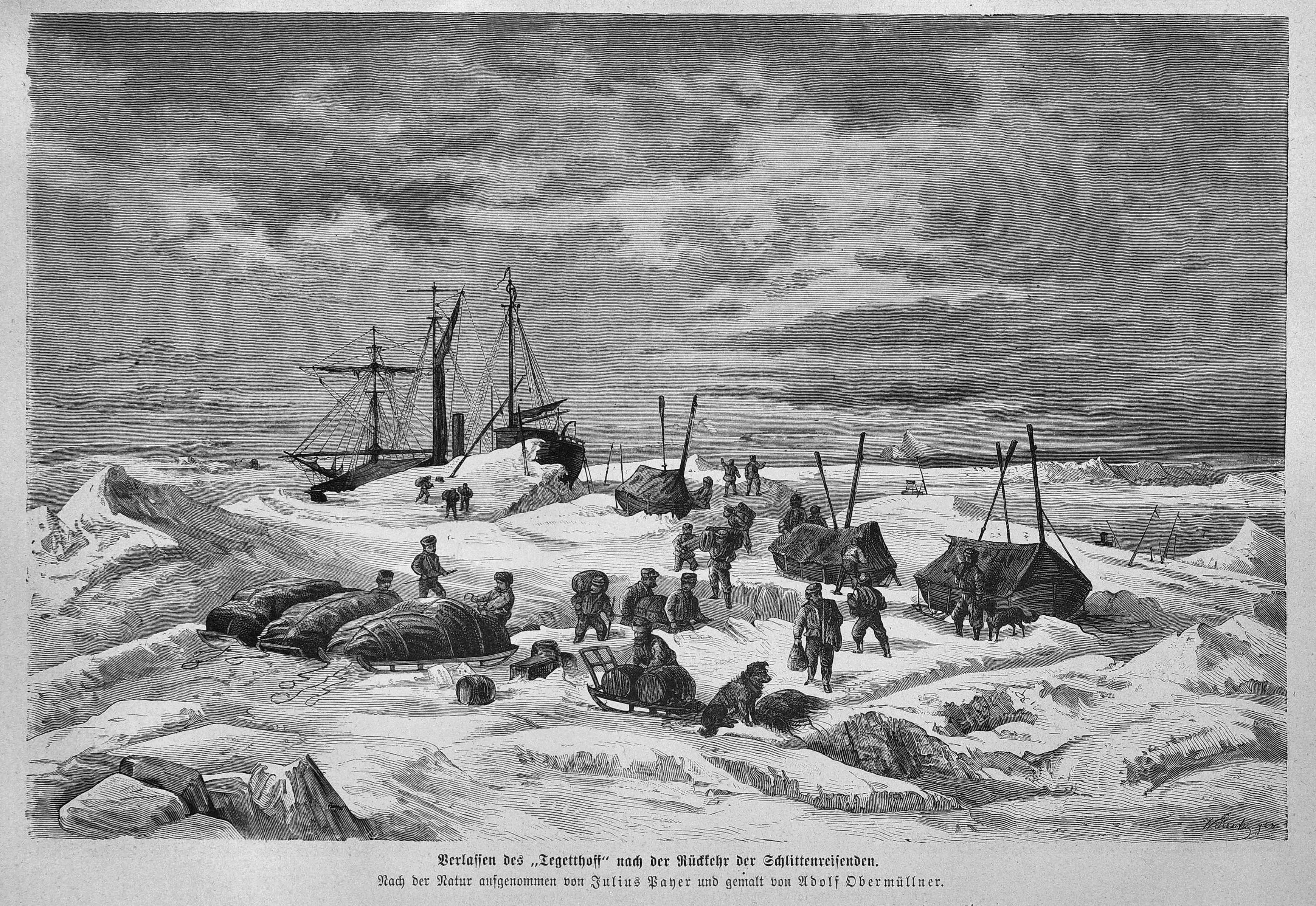
Abandon du Tegetthoff

Commandé par Karl Weyprecht, le navire part de Tromsø en Norvège le 13 juin 1872 avec à son bord le chef de l'expédition Julius von Payer, dix-neuf membres d'équipage, huit chiens et un important équipement polaire. 
Difficilement, le navire gagne l'archipel François-Joseph (1873) où les hommes hivernent. Julius von Payer avec deux compagnons part alors en traineau vers le nord. Ils atteignent après 17 jours le point de l'archipel le plus au nord (82°50'), battant le record de latitude Nord. 

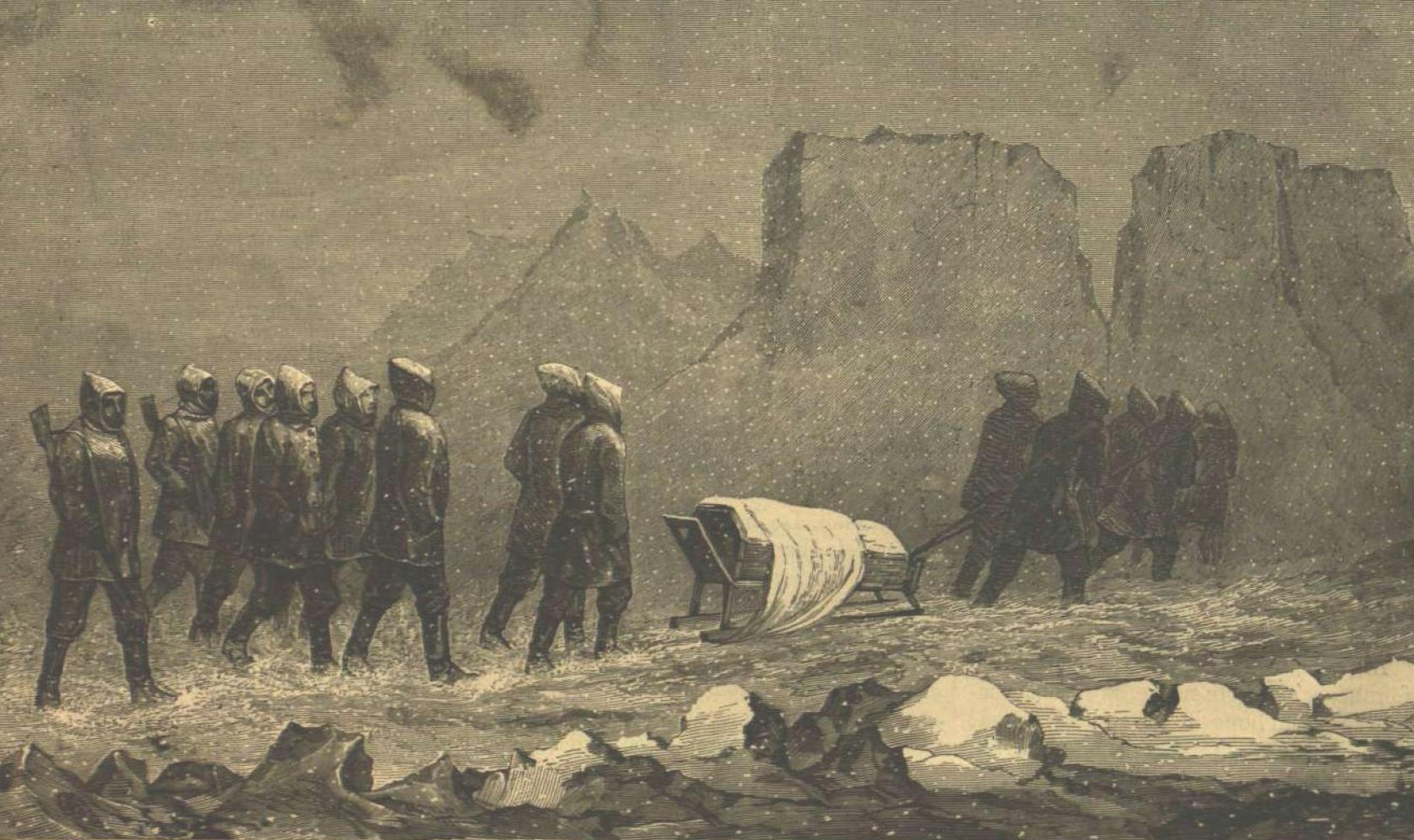
Obsèques d'Ota Kříž sur l'île Wilczek

À la fonte des glaces, le navire n'est pas libéré. Weyprecht remarque que les provisions deviennent insuffisantes pour envisager un deuxième hivernage. Il décide d'abandonner le navire. 

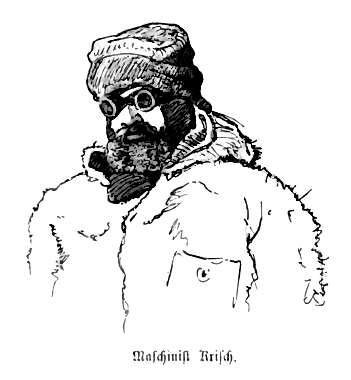
Ota Kříž (d'après le journal de Julius von Payer)

En mars 1874, les hommes commencent leur voyage à pieds vers le sud en trainant les canots chargées des fournitures nécessaires. Un homme meurt durant la marche, Ota Kříž (16 mars 1874), terrassé par la tuberculose et est enterré sur l'île Wilczek.
La côte sibérienne est atteinte le 24 août 1874. Ils sont recueillis par le navire russe Nikolaj qui les rapatrie en Nouvelle-Zemble puis à Vardø (3 septembre 1874). De Vardø, ils gagnent Hambourg à bord du trois-mâts carré Finnmarken.

## Postérité
Arved Fuchs, lors d'une de ses explorations dans l'archipel François-Joseph, découvre sous un cairn un document de l’expédition authentifié par l'office fédéral de police criminelle comme écrit par Karl Weyprecht. Ce document est aujourd'hui conservé au Deutsches Schiffahrtsmuseum. 
Pour commémorer l'expédition, 900 pièces en argent de 20 euros sont produites par la monnaie autrichienne le 8 juin 2005. 